# Tanymecus
Tanymecus is een geslacht van snuitkevers met een brede neus in de keverfamilie Curculionidae. Er zijn minstens 100 wetenschappelijk beschreven soorten dit geslacht.